# 小行星3939
小行星3939（英語：3939 Huruhata）是一颗围绕太阳公转的小行星。1953年4月7日，卡尔·威廉·雷睦斯在海德堡发现了此天体。
这颗小行星的绝对星等为252.9162205040649等。